# Cochlostoma adamii
Cochlostoma adamii is een slakkensoort uit de familie van de Megalomastomatidae. De wetenschappelijke naam van de soort is voor het eerst geldig gepubliceerd in 1879 door Paulucci.